# Корабель дурнів (фільм)
Корабель дурнів (англ. Ship of Fools) — американський драматичний чорно-білий фільм 1965 року режисера та автора сценарію Стенлі Крамера. Кінострічка заснована на романі Кетрін Енн Портер.

## Сюжет
На кораблі, який один з пасажирів — карлик Глокен (Майкл Дан), назвав «кораблем дурнів», з Мексики до Німеччини в 1933 році пливуть пасажири різних національностей, представники різних верств суспільства. Вони, попри попередні невдачі, вірять у те, що їх чекає краще майбутнє. В одному з портів на палубу корабля підіймаються 600 іспанських робітників та іспанська графиня-бунтарка (Симона Синьйоре). Корабельний лікар Шуман (Оскар Вернер), до обов’язків якого входить не тільки лікування, але й розважання багатих пасажирів, поступово закохується в графиню. Та чи довезе корабель кожного з цих людей до обраної мети?

## Ролі виконують
- Вів'єн Лі —  Марія Тредвел
- Хосе Феррер — Зігфрід Рібер
- Лі Марвін — Біл  Тіні
- Симона Синьйоре — графиня
- Оскар Вернер — лікар Вільгельм "Віллі" Шуман
- Майкл Данн[en] — карлик Глокен
- Джордж Сігал — Девід Скот
- Гайнц Рюманн — Юлій Льовенталь

## Навколо фільму
- Це був останній фільм Вів'єн Лі перед її смертю 8 липня 1967 року в віці 53 років.
- Персонаж кінострічки — лікар Вільгельм "Віллі" Шуман, якого грав Оскар Вернер, у фільмі вмирає від серцевого нападу. Згодом, Вернер помер у 1984 році від тієї ж причини, коли мав 61 рік.

## Нагороди
- 1965 Премія «Оскар» Академії кінематографічних мистецтв і наук:
  - за найкращу операторську роботу — Ернест Ласло
  - за найкращу роботу художника-постановника — Роберт Клатвезі, Джозеф Киш
- 1965 Премія Спільноти кінокритиків Нью-Йорка (New York Film Critics Circle, NYFCC):
  - найкращому акторові[en] — Оскар Вернер
- 1965 Премія Національної ради кінокритиків США, (National Board of Review, NBR Award): 
  - найкращому акторові[en] — Лі Марвін
  - 10-ка найкращих фільмів[en] — N 4.